# London Lions (Basketball)
Die London Lions sind ein professioneller Basketballverein in der englischen Hauptstadt London, Vereinigtes Königreich. Die 1977 ursprünglich in Hemel Hempstead als Hemel Hempstead Lakers gegründete Mannschaft und zwischenzeitlich als Royals firmierende Mannschaft verließ 1998 Hertfordshire und spielte als Lions in Milton Keynes, bevor man 2012 den Sitz nach London verlegte. Seit 2013 spielt die Mannschaft der Profiliga British Basketball League (BBL, seit 2024/25: Super League Basketball) in der zu den Olympischen Spielen 2012 errichteten Mehrzweckhalle Copper Box Arena (6000 Plätze).
Infolge ihrer Entstehung und Geschichte haben die Lions außer dem Namen keine Verbindung zu den früher bestehenden Eishockey- und Speedway-Mannschaften gleichen Namens sowie zu der Fußballmannschaft „London Maccabi Lions“.

## Geschichte

### Gründung in Hertfordshire (1977 bis 1998)
Die Mannschaft bezog sich bei ihrer Gründung in Hemel Hempstead in Hertfordshire in Namen und Vereinsfarben auf eines der erfolgreichsten Franchises der am höchsten dotierten Profiliga NBA in den USA, den Los Angeles Lakers. Nachdem man 1977/78 erstmals in der zweiten Division am Spielbetrieb der „National Basketball League“ (NBL) teilgenommen hatte, erreichte man nach der zweiten Spielzeit 1979 den Aufstieg in die damals höchste nationale Spielklasse „NBL Division One“. Nachdem man in der ersten Spielzeit in der höchsten Spielklasse auf Anhieb Vierter der Abschlusstabelle wurde, erreichte man in der zweiten Spielzeit 1980/81 mit einem dritten Platz seine vorerst beste Abschlussplatzierung, die man zwei Jahre später 1983 wiederholte. Zwei Jahre später benannte man sich in Hemel Royals um und war in der Saison 1987/88 Gründungsmitglied der Profiliga British Basketball League (BBL), die die besten englischen und schottischen Mannschaften in einer Liga vereinte.
In der ersten BBL-Spielzeit 1987/88 erreichten die Royals unter 15 Mannschaften einen elften Abschlussplatz im unteren Tabellendrittel. Zur folgenden Spielzeit schieden bereits wieder vier Vereine wieder aus und die Royals erreichten auf dem siebten Platz mit nahezu ausgeglichener Saisonbilanz erstmals eine Play-off-Platzierung in der BBL. In der ersten Runde schied man jedoch gegen Titelverteidiger Murray B.C. aus Livingston (West Lothian) aus. Die Royals zogen sich jedoch für die folgende Spielzeit aus der BBL zurück und starteten erneut in der nun zweitklassigen NBL Division One, in der man in der Saison 1989/90 einen vierten Platz erreichte.
Bereits nach einem Jahr kehrten die Royals zur Saison 1990/91 in die BBL zurück, in der man trotz nur vier Saisonsiegen mit dem achten Platz unter neun Mannschaften eine weitere Qualifikation für die Play-offs erreichte, in denen man in der ersten Runde gegen die zu dieser Zeit dominierende Mannschaft Kingston Kings ausschied. In der folgenden Saison 1991/92 verbesserte man sich mit 13 Siegen in 30 Spielen auf einen siebten Platz unter zehn Mannschaften in der Abschlusstabelle. In der ersten Play-off-Runde war erneut Endstation gegen den späteren Vizemeister Thames Valley Tigers. In der Saison 1993/94 war die BBL wieder auf eine Stärke von zwölf Mannschaften angewachsen und die Royals belegten nach erneut nur vier Saisonsiegen abgeschlagen den letzten Tabellenplatz. Eine Spielzeit später waren es gar nur drei Saisonsiege und erneut ein zwölfter Abschlussplatz, der dank nur eines Saisonsieges der Oldham Celtics jedoch nicht den letzten Tabellenplatz bedeutete. In der Saison 1994/95 ging es wieder etwas aufwärts; man gewann ein Viertel der Saisonspiele und ließ auf dem zehnten Tabellenplatz drei Mannschaften hinter sich.
Die Saison 1995/96 bedeutete für die Hemel Royals jedoch wieder einen Rückschlag. Mit sechs Saisonsiegen erreichte man drei Siege weniger als in der vorangegangenen Spielzeit. Mit dieser Bilanz wurde man jedoch wieder Tabellenletzter in der 13 Mannschaften umfassenden Liga. Da die Spielstätte kaum noch den Erfordernissen der Zeit entsprach, trug man in der folgenden Spielzeit nun auch Spiele im benachbarten Watford aus und benannte sich Hemel & Watford Royals, um neue Unterstützer zu gewinnen. Diese wurden aber nach nur zwei Saisonsiegen und einem weiteren letzten Tabellenplatz in der Saison 1996/97 eher abgeschreckt, so dass der Komplettumzug nach Watford für die Saison 1997/98 dann auch nichts mehr brachte, zumal man nach drei Saisonsiegen den angestammten letzten Tabellenplatz in der Abschlusstabelle einnahm. Die Royals verließen nun Hertfordshire, ein Jahr später tat es ihnen mit dem NBL-Klub Stevenage Rebels eine weitere Basketballmannschaft aus Hertfordshire nach. Anfang der 1990er Jahre hatten die Rebels noch selbst in Watford gespielt, 1999 zogen sie nach Worthing an die Südküste, wo man das nach Brighton abgewanderte BBL-Franchise Bears ersetzte und selbst später als Worthing Thunder Aufnahme in die BBL fand.

### Milton Keynes Lions (1998 bis 2012)
Mit dem Versprechen, eine neue Halle zu bekommen, zog das Franchise unter Vince Macauley, der die Royals 1993 als Eigentümer übernommen hatte und einst selbst Spieler in der BBL war, 1998 nach Milton Keynes, wo man als Milton Keynes Lions im Bletchley Leisure Centre spielte, das jedoch erst 2009 durch einen Neubau ersetzt wurde. Neben dem neuen Namen wechselte man später auch die Vereinsfarben zu Schwarz, Gold und Weiß. Das neue Umfeld belebte auch das Franchise neu. Nachdem man in der ersten Spielzeit am neuen Standort den angestammten letzten Tabellenplatz verlassen hatte und am Ende nur Drittletzter war, zog man 2000 als Tabellenvierter der „Southern Conference“ in die Play-offs ein, in denen man gegen den späteren Titelträger Manchester Giants in der ersten Runde ausschied. Am Saisonende der Spielzeit 2000/01 erlebte man dann eine Premiere. Erstmals schloss man eine Regular Season der BBL mit positiver Saisonbilanz ab. Die 21 Siege in 34 Spielen reichten zum dritten Platz in der Southern Conference, doch in der Play-off-Qualifikationsrunde schied man gegen den Nord-Vierten Leicester Riders mit zwei Punkten Unterschied aus, der es anschließend zum Titel-Erfolg in den Play-offs schaffte.
In der folgenden Saison 2001/02 reichte es für die Lions zu einer ausgeglichenen Saisonbilanz, als Süd-Dritter überstand man die Qualifikationsrunde und schied im Play-off-Viertelfinale gegen die Sheffield Sharks aus. Play-off-Sieger wurden die Chester Jets, die in dieser Spielzeit alle Titel gewannen und auch den ersten Titelerfolg der Lions verhinderten, die im Finale des Ligapokals BBL Trophy mit einem Punkt Unterschied gegen die Jets verloren. Anschließend stagnierten die Lions in den folgenden Spielzeiten wieder und erreichten durchweg negative Saisonbilanzen in der Meisterschaft. Von 2003 bis 2005 reichte dies als Tabellenachter in der nun ohne Conferences wieder vereinigten BBL jeweils noch zum Einzug in die Play-offs, in der jeweils im Viertelfinale Endstation war. In der Spielzeit 2005/06 verpasste man gar als Zehnter die Qualifikation für die Finalrunde, jedoch eher knapp, da man nur zwei Siege vom sechsten Tabellenplatz entfernt war. Diese Platzierung erreichte man mit ausgeglichener Saisonbilanz dann eine Spielzeit später, auch wenn man in den Play-offs erneut nicht über die erste Runde hinaus kam.
Eigner Macauley wurde zur Saison 2007/08 selbst Cheftrainer und hatte in der ersten Spielzeit vollen Erfolg. Im Finale des Pokalwettbewerbs BBL Cup schlug man die Newcastle Eagles mit drei Punkten Unterschied und gewann seinen ersten Titel. Mit einer positiven Saisonbilanz konnte man als Vierter der Hauptrunde den gleichen Gegner und Hauptrundenersten auch im Play-off-Halbfinale besiegen. Im Finale der Play-offs verlor man jedoch die Guildford Heat. In der darauffolgenden Saison verpasste man mit negativer Saisonbilanz als Neunter knapp die Play-offs. Am Ende der Spielzeit wurde die Spielstätte Bletchley Centre durch einen Neubau ersetzt. Für die Lions war neben dem Stadium MK als neue Spielstätte die Arena MK vorgesehen, deren Realisierung jedoch verschoben wurde. Die Lions waren nun auf der permanenten Suche nach einer geeigneten Spielstätte. Nach der vorübergehenden Nutzung der Middleton Hall spielte man dann zwei Jahre in der Prestiges Home Arena, auch MK Lions Arena genannt, einem umgebauten Lagerhaus mit einer Kapazität von 1400 Zuschauern bei Basketballspielen. In der Saison 2009/10 hatten die Lions mit ausgeglichener Saisonbilanz wieder den Einzug in die Play-offs erreicht, in denen man sofort in der ersten Runde ausschied. Die folgenden beiden Spielzeiten mit negativen Saisonbilanzen führten jedoch zu einem erneuten Verpassen der Finalrunde.

### London Lions (seit 2012)
Die Querelen um eine neue Halle, da auch die Spielstätte MK Lions Area keinen dauerhaften Betrieb vorsah, hatten die Lions jedoch zu einem erneuten Umzug bewegt. Nach dem Ende der London Towers hatten Franchises wie die London Capital und London United erfolglos versucht, die Tradition erfolgreicher Basketballmannschaften aus der britischen Hauptstadt aufrechtzuerhalten. Die Bauten für die Olympischen Spiele 2012 gaben nun die Möglichkeit, sich in der Hauptstadt in einer modernen Spielstätte niederzulassen. Da die Copper Box Arena nach den Spielen noch umgebaut wurde, zogen die Lions mit ihren alten Vereinsfarben als London Lions vorübergehend in das Crystal Palace National Sports Centre, wo einst schon die mehrfachen Meister Crystal Palace und London Towers ihre Spiele ausgetragen hatten. Hier reichte es in der Saison 2012/13 als Achter zumindest zum Einzug in die Play-offs, dem wieder ein frühes Aus folgte.
Der Hauptstadtclub wurde 2020 von der in Miami ansässigen Investmentfirma 777 Partners erworben. Nach der drohenden Insolvenz mit dem Zusammenbruch des Eigentümers aufgrund von Vorwürfen des Finanzbetrugs am Ende der Saison 2023/24 wurde der Verein für die Saison 2024/25 gerettet. Neuer Besitzer wurde Tesonet, ein litauisches Technologieunternehmen und Minderheitsaktionär von Žalgiris Kaunas.

## Aktueller Kader
| Nr. | Nat.                   | Name                | Position | Geburt     | Größe  | Info |
| --- | ---------------------- | ------------------- | -------- | ---------- | ------ | ---- |
| 4   | Vereinigtes Konigreich | Ovie Soko           | Forward  | 07.02.1991 | 201 cm | C    |
| 6   | Vereinigtes Konigreich | Matthew Goodwin     | Guard    | 19.10.2005 | 185 cm |      |
|     | Vereinigtes Konigreich | Amin Adamu          | Guard    | 03.10.1997 | 194 cm |      |
|     | Vereinigte Staaten     | Kameron McGusty     | Guard    | 09.09.1997 | 197 cm |      |
|     | /                      | Tarik Phillip       | Guard    | 10.08.1993 | 191 cm |      |
|     | Vereinigte Staaten     | Shavar Reynolds Jr. | Guard    | 11.05.1998 | 188 cm |      |
|     | Vereinigtes Konigreich | Morayo Soluade      | Forward  | 12.07.1995 | 196 cm |      |
|     | Vereinigte Staaten     | Ryan Mikesell       | Forward  | 29.12.1996 | 201 cm |      |
|     | Vereinigtes Konigreich | Ethan Price         | Forward  | 01.10.2001 | 206 cm |      |
|     | /                      | Aaryn Rai           | Forward  | 20.07.1998 | 197 cm |      |
|     | Vereinigtes Konigreich | Ciaran Sandy        | Forward  | 09.11.1999 | 204 cm |      |
|     | Vereinigte Staaten     | Joel Scott          | Forward  | 19.04.2001 | 201 cm |      |
|     | Vereinigtes Konigreich | Deane Williams      | Forward  | 23.09.1996 | 203 cm |      |
|     | Vereinigte Staaten     | Johnathan Williams  | Center   | 22.05.1995 | 206 cm |      |

| Nat. | Name              | Position   |
| ---- | ----------------- | ---------- |
| /    | Tautvydas Sabonis | Head Coach |

| Abk. | Bedeutung                       |
| ---- | ------------------------------- |
| Nr.  | Trikotnummer                    |
| Nat. | Nationalität                    |
| C    | Mannschaftskapitän              |
| S    | Suspension                      |
|      | Verletzungsbedingte Inaktivität |